# マッドマックス:フュリオサ
『マッドマックス：フュリオサ』（原題：Furiosa: A Mad Max Saga）は、2024年のオーストラリアのアクション映画。
映画『マッドマックス 怒りのデス・ロード』に登場したシタデルの大隊長の女戦士フュリオサの若き日を描くスピンオフ映画。『マッドマックス』シリーズと同じジョージ・ミラー監督、アニャ・テイラー＝ジョイが若き日のフュリオサを演じる。

## ストーリー

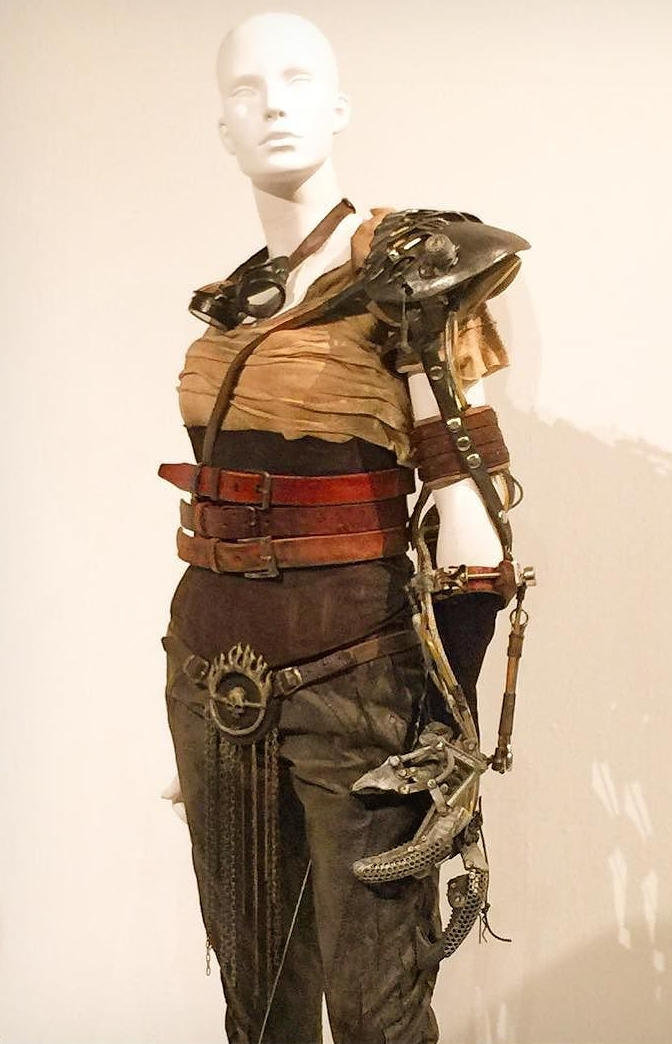
前作で使用されたフュリオサの衣装

本作は五章立てで構成された、『マッドマックス 怒りのデス・ロード』の前日譚である。
1. 到達不能極 (THE POLE OF INACCESSIBILITY)
放射能に汚染され荒れ地（ウェイストランド）と化したオーストラリア、木々が残る最後の地域のひとつである「緑の地 (The Green Place)」で、果物を収穫しようとしていた少女フュリオサはバイカーに攫われてしまう。フュリオサの母メリーは、バイカーのボスであるディメンタスのキャンプまで娘を追跡する。メリーはキャンプに忍び込んでフュリオサを救出し、彼女に果物の種を託すものの、バイカー軍団に追い詰められる。そしてメリーはフュリオサの眼前で磔にされ殺されてしまう。フュリオサはディメンタスの「娘」として囲われることとなる。
2. 荒れはてた地の教訓 (LESSONS FROM THE WASTELAND)
ディメンタス率いるバイカー軍団は清浄な水と作物に恵まれたシタデルを発見し包囲するが、当地の支配者イモータン・ジョーの狂信的な配下のウォー・ボーイズに撃退される。ディメンタスはシタデルにガソリンを供給している「ガスタウン」を占拠し、イモータン・ジョーとの交渉の材料に使う。水や食料の配給を増やすことを条件に、ディメンタスはフュリオサと医者のオーガニック・メカニックを差し出す。幼いフュリオサは将来的に子供を産むための存在としてイモータン・ジョーの妻たちとともに幽閉されるが、イモータン・ジョーの息子の一人リクタスが彼女に手を出そうと連れ出した機会を利用して逃げ出す。
3. 潜伏 (THE STOWAWAY)
シタデルの中で10年近く、口の利けない少年のふりをして潜んでいたフュリオサは、重武装の車両「ウォー・タンク (War Rig)」の建造に携わる。警護隊長ジャックがドライバーを務めるウォー・タンクが補給のためにシタデルを離れたとき、逃走を図るフュリオサもまたその車両に隠れていた。道中でディメンタスから離反したオクトボスの軍団の襲撃を受けるウォー・タンクだったが、フュリオサとジャックの共闘により難を逃れる。フュリオサはジャックの副官として迎えられる。
4. 故郷へ (HOMEWARD)
フュリオサとジャックは仲を深め、ともに緑の地へと脱出することを計画するが、その直前、補給のために赴いた「弾薬畑（バレット・ファーム）」でディメンタスの待ち伏せを受ける。ジャックは死亡し、フュリオサは左腕を失いながらもシタデルに逃げ帰る。イモータン・ジョーとディメンタスの二派閥間で「40日戦争」が巻き起こる中、フュリオサは失った左腕を機械仕掛けの義手と交換する。
5. 復讐の彼方 (BEYOND VENGEANCE)
ディメンタスは敗走し、フュリオサは彼を砂漠で追い詰める。ディメンタスの最後がどのようなものだったかについては様々な噂がたったが、賢者 (The History Man) は、彼がフュリオサからひそかに教えられたという話を語る。曰く、シタデルの高台には生きたまま地面に横たわるディメンタスから養分を得て生える木が一本あるという。その木になった実をもぎ取った大隊長フュリオサは、イモータン・ジョーの妻たちを自分のウォー・タンクへと匿い、何度目かの逃走を図るのだった。

## キャスト
※括弧内は日本語吹替。
フュリオサ
演 - アニャ・テイラー＝ジョイ（ファイルーズあい）
後のシタデルの女性大隊長。
少女時代のフュリオサ演 - アリーラ・ブラウン（遠藤璃菜）
ディメンタス
演 - クリス・ヘムズワース（三宅健太）
バイカー集団「バイカー・ホード」を率いる男。
警護隊長ジャック
演 - トム・バーク（津田健次郎）
シタデルのウォー・ボーイズを率いる指揮官。
イモータン・ジョー
演 - ラッキー・ヒューム（大塚明夫）
シタデルの占領者。
メリー・ジャバサ
演 - チャーリー・フレイザー（小林ゆう）
フュリオサの母。
リクタス・エレクタス
演 - ネイサン・ジョーンズ（西凜太朗）
イモータン・ジョーの息子。
オーガニック・メカニック
演 - アンガス・サンプソン（飯島肇）
バイカー・ボードの生体整備士。
スクロータス
演 - ジョシュ・ヘルマン（佐藤せつじ）
イモータン・ジョーの息子。
人喰い男爵
演 - ジョン・ハワード（玄田哲章）
イモータン・ジョーの仲間の一人。前作ではガスタウンを治めているが、本作ではジョーの腹心として仕えている。
武器将軍
演 - リー・ペリー（千葉繁）
イモータン・ジョーの仲間の一人。武器、弾薬の製造を行うバレット・ファームの領主。
リズデール・ペル
演 - ラッキー・ヒューム（宝亀克寿）
ミスター・ノートン
演 - エルサ・パタキー（橘あんり）
ウォー・ボーイ
演 - ダニエル・ウェバー
ウォー・パップ
演 - クアデン・ベイルズ
ドーフ・ウォーリアー
演 - iOTA
マックス
演 - ジェイコブ・トムリ
元特殊警察警官隊隊員の男。フュリオサがシタデルに帰還する際に崖の上から眺めていた。
演じたトムリは、前作でもトム・ハーディのスタントダブルとしてマックス役を務めている。

## スタッフ
- 監督 - ジョージ・ミラー
- 脚本 - ジョージ・ミラー、ニコ・ラサウリス（英語版）
- キャラクター創造  -  ジョージ・ミラー、バイロン・ケネディ（英語版）
- 製作 - ジョージ・ミラー、ダグ・ミッチェル
- 撮影 - サイモン・ダガン、エリオット・ナップマン[16]
- 編集 - マーガレット・シクセル
- 音楽 - ジャンキーXL（トム・ホルケンボルフ）
- 美術 - コリン・ギブソン（英語版）[16]
- 衣装 – ジェニー・ビーヴァン[16]
- 視覚効果 - アンドリュー・ジャクソン[16]

## 製作
ジョージ・ミラーとプロデューサーのダグ・ミッチェルは、1990年代の終わり頃から『マッドマックス 怒りのデスロード』『マッドマックス:フュリオサ』を含む3部作の準備を始めていた。二人が当初思い描いていたのは実写映画とゲームとアニメの3本柱の企画で、「前日譚としてマックスとフュリオサの過去をそれぞれ別のフォーマット（ゲームとアニメ）で製作し、それが映画『怒りのデス・ロード』で合流する。できる事なら公開は同時に」という構想だった。『マッドマックス:フュリオサ』は最初、『マッドマックス 怒りのデス・ロード』の前日譚にあたるアニメーション映画として製作が予定されていた。ミラーはフュリオサに日本のアニメに登場する「強いヒロイン像」を望んでおり、アニメ作品を作るパートナーとして『アニマトリックス』でも監督を務めた日本のアニメーター前田真宏に白羽の矢が立った。オファーを受けた前田は、2008年のリーマン・ショックの直後に参加。その時点で『怒りのデスロード』の方は基本的に完成した映画とほぼ同じスクリプトもストーリーボードも出来上がっていたが、アニメ版の方はまだ未完成だったので、前田はアニメ版『フュリオサ』の企画、シナリオ、デザイン開発を進めていった。アニメ映画のスタッフとしては前田がディレクターを務め、実写映画からゲーム版やコミック版までのマッドマックスの脚本を手掛けるニコ・ラソウリスがシナリオライティングの専門家として補佐に入った。制作体制は前田、ラソウリスを含む3人のシナリオチーム、そしてミラーが話し合いを重ね、状況によっては美術班やプロデューサーのダグ・ミッチェルなど様々な人々が出入りしてディスカッションするという形だった。またアニメスタッフだけでなく、映画、アニメ、ゲームの枠を取り払った総合的な打ち合わせが何回も行われ、前田は実写の美術担当のコリン・ギブソンや衣装のジェニー・ビーヴァンとも打ち合わせをした。スクリプトは完成し、イメージボードや絵コンテにも着手して3Dアニメ化のための実験まで始めていたが、最終的に配給のワーナー・ブラザースからのOKが出なかった。前田たちは独立した劇場作品としてアメリカの映画館で上映されることを望み、ミラーとダグ・ミッチェルもそれを後押ししたが、ワーナーからは「そんなマーケットはない。ウチではなくワーナー・ホーム・ビデオに行ってくれ」と門前払いされた。しかしスクリプト自体は気に入ってもらえ、実写映画として製作することを勧められたが、前田たちはあくまでアニメで製作することを望み、またアニメ作品だからと子供におもねる内容に変更することも考えなかったので、プロジェクトはそこで一旦ストップした。しかし、ミラーの要望で前田は『怒りのデス・ロード』の企画に協力することになり、コンセプトアートとデザインを担当した。前田はミラーにそれまでに制作していたコンセプトアートやデザインのアイデア、イメージボード、ストーリーボードなどは何でも使ってくれていいと言い残し、プロジェクトを離れた。その後、実写映画化された『フュリオサ』には「additional story contributor」（追加のストーリーへの貢献者）として前田の名前もクレジットされた。プレミア上映会でクレジットに自分の名前が載っているのを見つけた前田は、何も知らされていなかったので驚いたという。
2010年7月2日時点では、監督のジョージ・ミラーは『Mad Max: Fury Road（マッドマックス 怒りのデス・ロード）』の次の作品を『Mad Max: Furiosa（マッドマックス：フュリオサ）』のタイトルとし、2本を立て続けに撮影して公開する思惑があるとされていた。
2011年11月25日には『怒りのデス・ロード』のプロデューサーであるダグ・ミッチェルが、続編の脚本が執筆されたと述べていた。さらに、ダグ・ミッチェルは続編の3つ目の脚本がほぼ完成しており、トム・ハーディ版の『マッドマックス』の続編はそれ自体で3部作になると主張。2015年5月15日にジェフ・ゴールドスミスとのポッドキャストのインタビューで、ジョージ・ミラー監督が『怒りのデス・ロード』の続編でシリーズの次回作のタイトルは『Mad Max: The Wasteland』であり、フュリオサを中心にした『Mad Max: Furiosa』とは別の物語であると述べた。
2015年、映画『マッドマックス 怒りのデス・ロード』が劇場公開された。そしてゲーム版の『マッドマックス』も予定通り同じ年に発売された。
2020年3月、共同脚本のニコ・ラスリー、編集のマーガレット・シクセル、音楽のトム・ホルケンボルフ、衣装デザインのジェニー・ビーヴァンを始め、『怒りのデス・ロード』でオスカーに輝いた多くのスタッフが続投していると報じられた。
なお、ミラーは「『…フュリオサ』の物語は、おそらく『マッドマックス/サンダードーム』の後の出来事だが、このシリーズに厳密な年表はない」とローリング・ストーン誌で明かした。2023年11月30日にアメリカで公開された予告編では、本作の舞台は世界の崩壊から45年後だとされている。

## 配役
ミラーは新型コロナのパンデミック期間中に、Skypeを通じたオーディションで、アニャ・テイラー＝ジョイ、クリス・ヘムズワース、ヤーヤ・アブドゥル＝マティーン2世をキャスティングした
。しかし2021年12月にマティーン2世は「スケジュールの都合」を理由に自ら降板し、彼の代わりにトム・バークが出演すると発表された。
エドガー・ライト監督が撮ったホラー映画『ラストナイト・イン・ソーホー』を観てアニャが気に入ったミラーは、シドニー・ルメットの映画『ネットワーク』 の一場面をカメラに向かって演技させるというオーディションで、彼女のキャスティングを決めた。ミラーはエンパイア誌の中で以下のように語っている。「アニャのことは前から知っていたが、『ラストナイト・イン・ソーホー』を鑑賞するまでは、映画の中の彼女を見たことがなかった。“へぇ、面白い女優だな”と思ったよ。それでライト監督にフュリオサ役の女優を探していると話したら、“アニャはとても素晴らしい人だよ、是非一緒に仕事をするべきだ”と強く薦められたんだ」。アニャは、『ザ・メニュー』で共演歴があったニコラス・ホルト（『怒りのデス・ロード』に出演していた）にヒントやアドバイスを受け、「私たちはとても仲が良かったの。彼は信じられないほど私をサポートしてくれたわ」と語っている。
2021年、ミラーはZoomを通じた会話で、ほぼ即決でアリーラ・ブラウンを少女時代のフュリオサ役に決めた。アリーラとは『アラビアンナイト 三千年の願い』で共に仕事をしていたのだ。『アラビアンナイト…』の撮影現場で、柔軟体操の股割りをしている退屈そうなアリーラを見た時、「やぁ凄いね、若い頃のフュリオサを連想させるよ」と話しかけていたという。

## 撮影
2021年6月、撮影に備えてオーストラリア連邦のニューサウスウェールズ州から1億7,500万オーストラリア・ドル（1億3,500万USドル）の撮影奨励金が与えられた。ミラーは「連邦政府と州政府の支援のおかげで映画にゴーサインが出て、オーストラリアで撮影される」と声明を出した。主な撮影は 2022年6月1日にオーストラリアで始まった。『怒りのデス・ロード』でオスカーを受賞した衣装デザインのジェニー・ビーヴァンは「アニャはシャーリーズ・セロンのように、頭を剃りたいと言っているの。だけどジョージ（ミラー）は彼女にそうさせたくないのよ。だから今回のフィオリサが坊主頭になるかどうかは分からないわ」とバラエティ誌に語った。
映画公開は当初2023年6月23日を予定していたが、2024年5月24日に変更されている。
2022年10月28日、主演のアニャ=テイラー・ジョイが自身のInstagramで撮影終了を報告した。同時に「この国のあちこちで私と一緒に暴れまわったクレイジーな人たちに感謝します。最も楽しく、才能のある人です。」と、共演者とスタッフたちに感謝の意を伝えた。公開を控えた2024年5月12日、ニューヨーク・タイムズ誌のインタビューでアニャは、フュリオサという人物を擁護するのは孤独な経験に感じると語った。「あの映画を作っている時ほど孤独だったことはありません。あまり深くは言いたくないけど、簡単だと思っていたことは全て難しかった。」。
2024年3月、『怒りのデス・ロード』でイモータン・ジョーを演じ、2020年に他界したヒュー・キース・バーンの後任にラッキー・ヒュームが若きイモータンを演じることが明らかになった。当初ラッキーはリズデール・ペル役のみでキャスティングされており、ミラーはイモータンの影武者のキャラクターを登場させようと考えていた。しかし撮影中に、ラッキーは「亡くなったヒューの代わりに、誰かがこの偉大な人物を称え、引き継ぐ必要がある。俺だったらイモータンの声は演じられる。」とミラーにアピール。ミラーは「やりたいか？」と聞き返したという。「１つの大きなプロジェクトで2役を演じるのは確かに大変だ。でも私がイモータンを演じていなければ、フュリオサ役のアニャや、ジャック役のトムとの共演シーンはなかっただろうから、大きな喜びとスリルがあったよ。リズデールとしてクリス（ヘムズワース）と沢山の共演場面があるしね、それが大きな利点だ。みんなと一緒に仕事ができるのは、とても素敵なことだ。」と、ラッキーは苦労と喜びを語った。

## 評価
レビュー収集サイトのRotten Tomatoesでは、280件の批評家レビューのうち 90%が肯定的で、平均評価は 7.9/10 となっている。同ウェブサイトの総意は次の通り。“前作に匹敵するわけではないにしても、より感情的な重みで『怒りのデス・ロード』を遡及的に豊かにする『マッドマックス:フュリオサ』は、ヴァルハラを目指す映画本編そのままにジョージ・ミラーの息詰まるレースが感じられる”。
CinemaScoreの観客投票では、A+からFの枠内で「B+」の平均グレードを与えたが
、加重平均を用いるMetacriticの評では、63人の批評家に基づいてこの映画に100点中79点のスコアを割り当て、全体的に好意的なレビューを示した。
映画評論家のジョー・フライヤーは「息をのむようなスタント、素晴らしいパフォーマンス、そしてトム・ホルケンボルフによる忘れられない音楽で満たされた視覚的な饗宴。 『フュリオサ』は、心、体、魂にエネルギーを与える刺激的な傑作だ。ジョージ・ミラーはディストピア・アクション映画を発明しただけではなく、それを完璧に完成させた。」と絶賛した。

## エピソード
- 映画に登場するバイカー集団のボス「ディメンタス」の名は、『マッドマックス 怒りのデスロード』関連のゲームで2015年に発売された『マッドマックス』に「ディメンタス博士」（Dr. Dementus）として初めて登場する。ゲームでは、ガス・タウンのかつての支配者であったがイモータン・ジョーの息子スキャブラス・スクロタスに敗れて殺された故人と言う設定である。